# Ploužnický rybník
Ploužnický rybník je rybník o rozloze vodní plochy 5,55 ha nalézající se na Ploužnickém potoce asi 1 km východně od centra obce Hvězdov v okrese Česká Lípa. Pod hrází rybníka se nalézal mlýn zaniklá po roce 1950.
Rybník je ve vlastnictví Vojenských lesů a je využíván pro chov ryb.

## Galerie

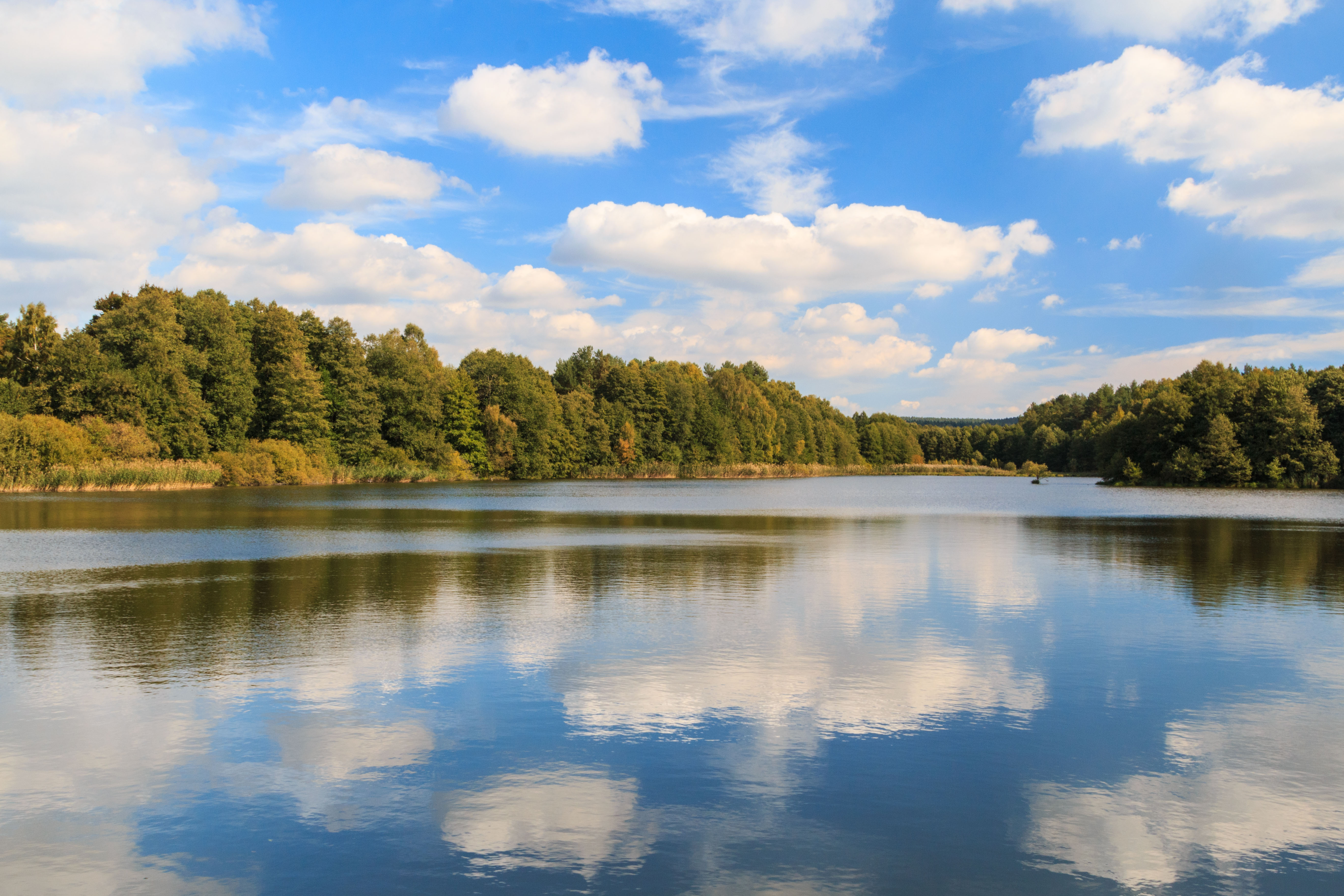
pohled na Ploužnický rybník u Hvězdova
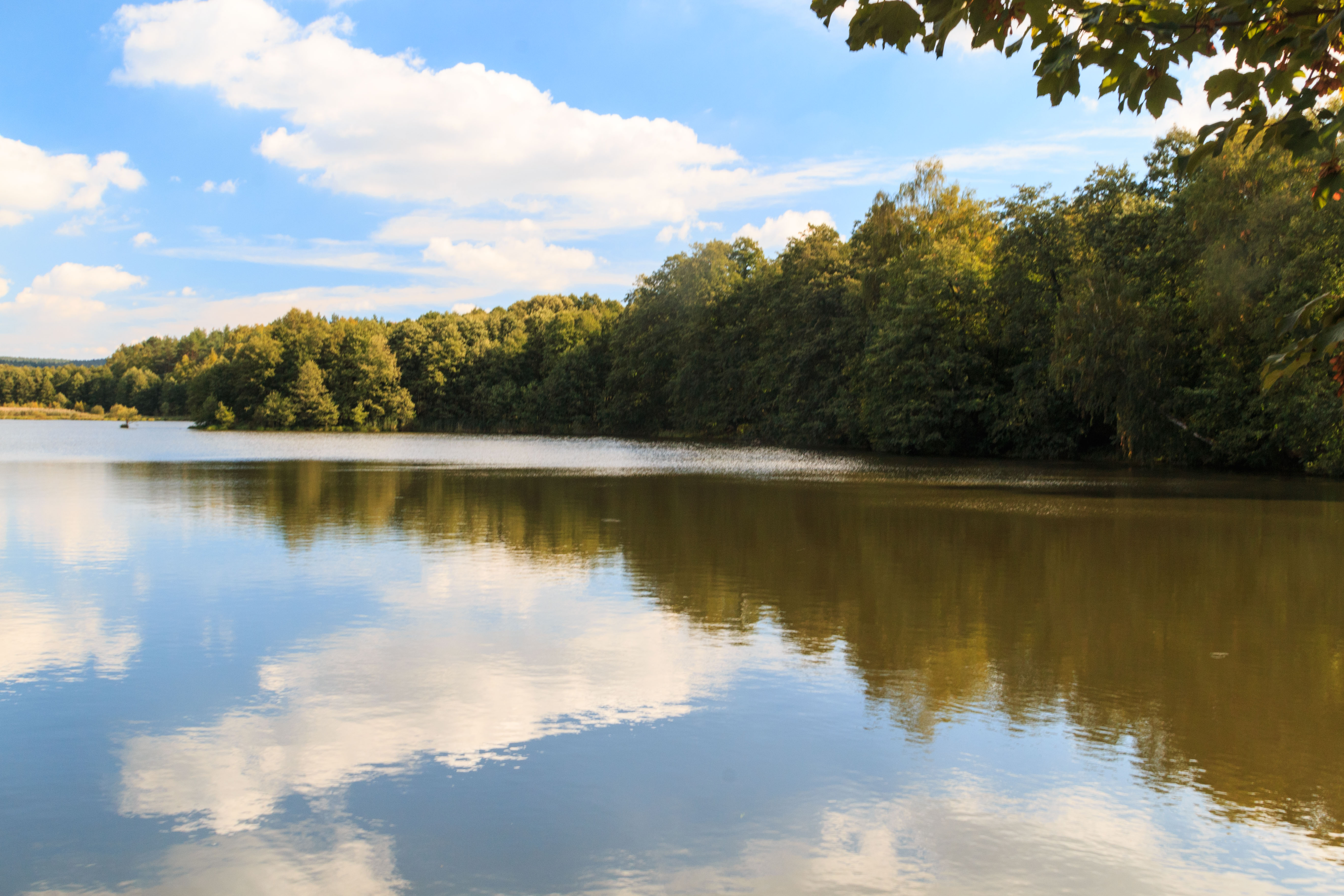
pohled na Ploužnický rybník u Hvězdova
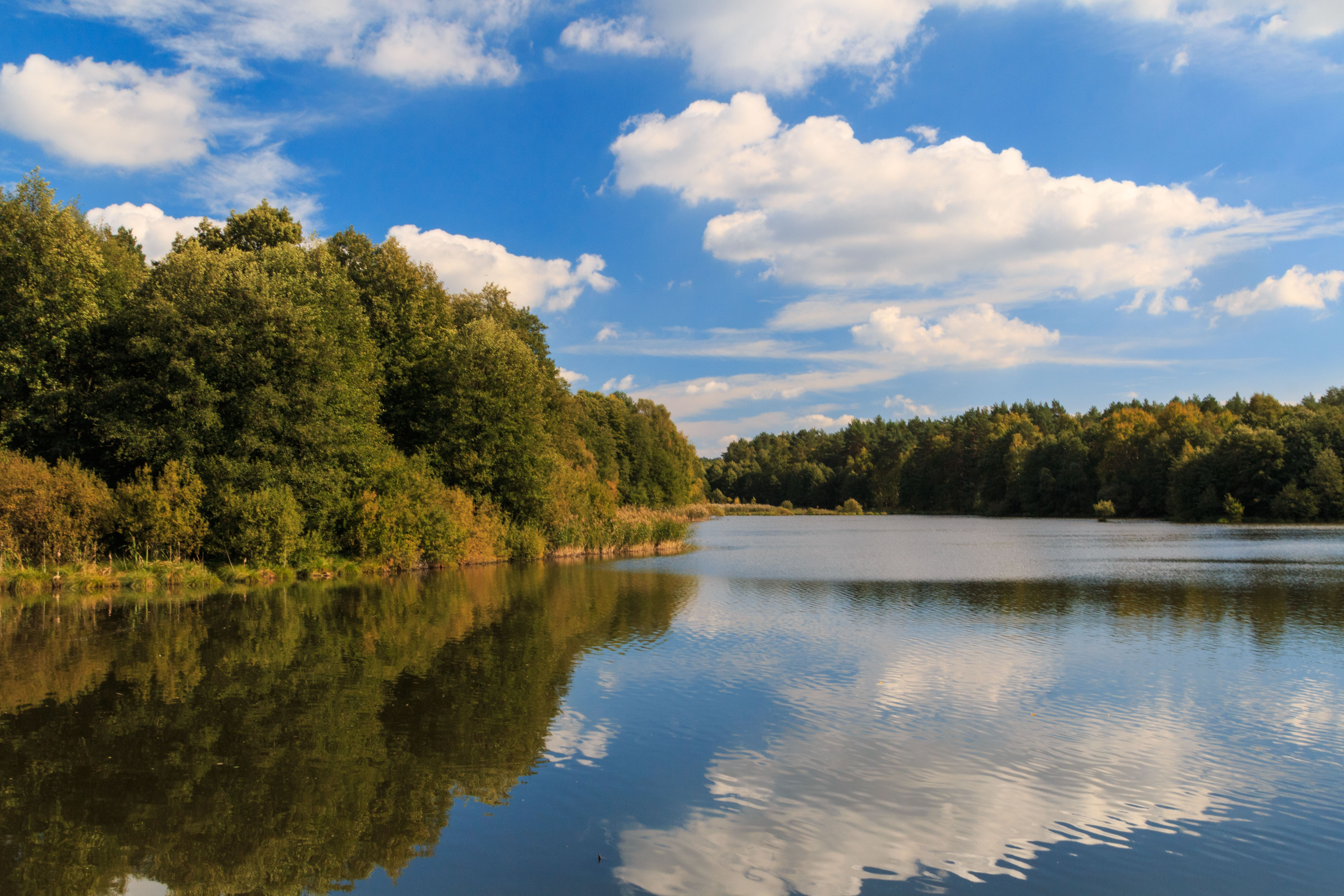
pohled na Ploužnický rybník u Hvězdova
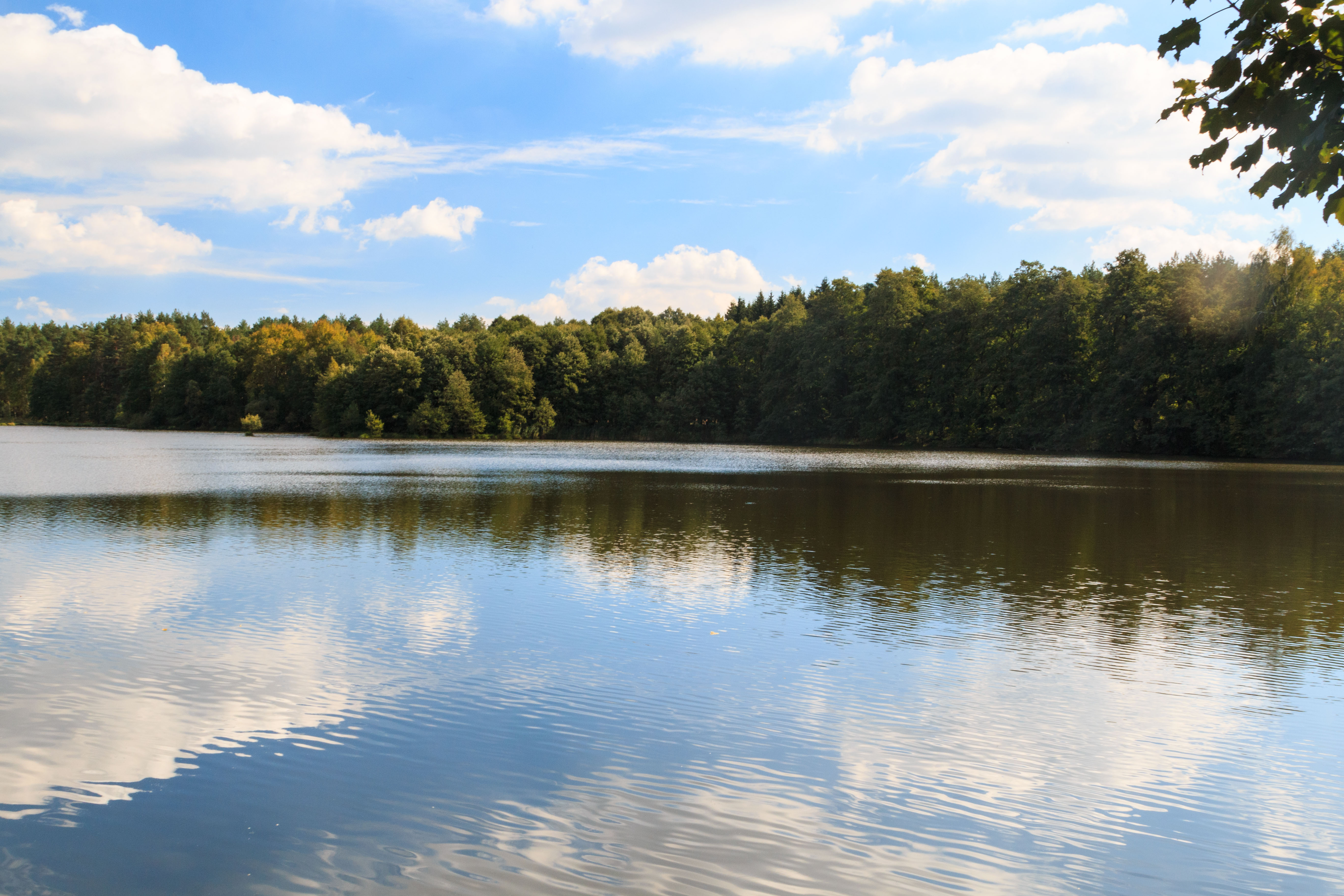
pohled na Ploužnický rybník u Hvězdova